# Nekrolog 2. Quartal 1916
Nekrolog
◄◄
| ◄
| 1912
| 1913
| 1914
| 1915
| 1916 | 1917 | 1918 | 1919 | 1920 | ► | ►►
1. Quartal |
2. Quartal |
3. Quartal |
4. Quartal 1916
Weitere Ereignisse | Allgemeiner Nekrolog 1916
Die Beschreibung der verstorbenen Person sollte so kurz wie möglich gehalten sein und nur deren signifikante Tätigkeit(en) enthalten.
Neue Namen ggf. auch unter dem Geburts- und Sterbedatum, also etwa unter 1. Januar und im Geburts- und Sterbejahr (2024) eintragen (nur bei entsprechender großer Wichtigkeit). Für Beispiele siehe die schon vorhandenen Artikel.
Außerdem über die fünf zuletzt Verstorbenen, zu denen es einen ausreichend guten Artikel für eine Präsentation auf der Hauptseite gibt, nach der todesbedingten Überarbeitung der Artikel ggf. auch unter Wikipedia Diskussion:Hauptseite informieren und sie am besten auch in den anderen Wikipedia-Sprachversionen eintragen. Tipp: Regelmäßig bei news.google.de nach „ist tot“, „gestorben“ oder „verstorben“ suchen.
Wenn eine Person gestorben ist, gibt es viele Seiten zu dieser Person in der Wikipedia, die davon auch betroffen sind und entsprechend aktualisiert werden müssen. Beispiele: Namenübersichtsseite, Geburtsjahr, Geburtsort-Seiten und viele mehr.
Wie finde ich die betroffenen Seiten?
Im Suchfeld auf der linken Seite gibt man den Suchbegriff so ein: „Vorname Nachname“. Dann klickt man auf Volltext und alle Seiten mit entsprechendem Suchtext werden aufgerufen. Hier sieht man dann schnell, wo auch das Todesjahr Sinn macht oder sogar ein Teil des Artikels angepasst werden muss. Auch hilft das „Werkzeug“ auf der linken Seite sehr gut, um solche Seiten aufzufinden: „Links auf diese Seite“. Somit ist die Wikipedia wieder aktuell in allen Bereichen! Hinweis: bei Eintragung der Kategorie „Gestorben JAHR“ wird der Missbrauchsfilter 49 ausgelöst, was jedoch nicht schlimm ist. Siehe: Spezial:Missbrauchsfilter/49
Dies ist eine Liste von im zweiten Quartal 1916 verstorbenen bekannten Persönlichkeiten. Die Einträge erfolgen innerhalb der einzelnen Daten alphabetisch sortiert. Tiere sind im Nekrolog für Tiere zu finden.

## April
| Tag       | Name                                         | Beruf, bekannt als | Alter | Beleg |
| --------- | -------------------------------------------- | --- | ----- | ----- |
| 1. April  | Franz Peter Bremer                           | deutscher Rechtshistoriker und Hochschullehrer | 83    |       |
| 1. April  | Max von Gevekot                              | deutscher Jurist und lippischer Staatsminister | 70    |       |
| 1. April  | Gabrielle Petit                              | Belgierin, die im Ersten Weltkrieg für den britischen Geheimdienst spionierte                                                                                          | 23    |       |
| 1. April  | Charles Aurelius Smith                       | US-amerikanischer Politiker | 55    |       |
| 1. April  | Louis Wüstenhagen                            | deutscher Industrieller der Zucker- und chemischen Industrie, Gutsbesitzer                                                                                             | 64    |       |
| 2. April  | Eugen von Dorrer                             | württembergischer Generalleutnant | 58    |       |
| 2. April  | Franz Poche                                  | österreichischer Politiker und Kaufmann | 72    |       |
| 3. April  | Rudolf Obkircher                             | deutscher Jurist und Politiker (NLP), MdR | 56    |       |
| 4. April  | Albert Atterberg                             | schwedischer Chemiker | 70    |       |
| 4. April  | Andrew McCreadie                             | schottischer Fußballspieler | 45    |       |
| 4. April  | Paul Scheffer                                | deutscher Maler | 38    |       |
| 4. April  | Adrian Zach                                  | österreichischer Politiker (Christlichsoziale Partei) und Ordensgeistlicher                                                                                            | 70    |       |
| 5. April  | Maxim Maximowitsch Kowalewski                | russischer Soziologe, Historiker und Jurist | 64    |       |
| 5. April  | Gerard Lowther                               | britischer Diplomat | 58    |       |
| 6. April  | George Radcliffe Colton                      | US-amerikanischer Politiker | 50    |       |
| 7. April  | Richard Braungart                            | deutscher Agrarwissenschaftler | 76    |       |
| 8. April  | Bob Burman                                   | US-amerikanischer Automobilrennfahrer | 31    |       |
| 8. April  | Bernhard Heinrich Irrgang                    | deutscher Organist und Komponist | 46    |       |
| 8. April  | Oskar Kopka von Lossow                       | preußischer Generalleutnant, Militärschriftsteller | 66    |       |
| 8. April  | Adolph Nehrkorn                              | deutscher Ornithologe und Oologe | 74    |       |
| 9. April  | Wilhelm Sauer                                | deutscher Orgelbauer aus der Zeit der Romantik und Spätromantik | 85    |       |
| 10. April | Maria Goswina von Berlepsch                  | deutsche Schriftstellerin und Journalistin | 70    |       |
| 10. April | Ferdinand Kracher                            | österreichischer Theaterschauspieler und Dramatiker | 69    |       |
| 10. April | Pawel Adamowitsch von Plehwe                 | russischer Offizier, zuletzt General der Kavallerie | 65    |       |
| 11. April | Richard Harding Davis                        | US-amerikanischer Schriftsteller, Journalist und Dramatiker | 51    |       |
| 11. April | Harald Hirschsprung                          | dänischer Pädiater | 85    |       |
| 11. April | Ernst von Meyer                              | deutscher Chemiker und Chemiehistoriker | 68    |       |
| 11. April | Edward K. Valentine                          | US-amerikanischer Politiker | 72    |       |
| 14. April | Thomas Jonathan Burrill                      | US-amerikanischer Botaniker und Phytopathologe | 76    |       |
| 14. April | Helene Cramer                                | deutsche Blumen- und Landschaftsmalerin | 71    |       |
| 14. April | Gina Krog                                    | norwegische Frauenrechtlerin | 68    |       |
| 15. April | Auguste Barth                                | französischer Indologe | 81    |       |
| 15. April | Alfred Cogniaux                              | belgischer Botaniker | 75    |       |
| 16. April | Caroline Abbot                               | deutsche Schriftstellerin | 76    |       |
| 16. April | Edward Arthur Butler                         | britischer Offizier und Ornithologe | 72    |       |
| 16. April | Béla Cserni                                  | österreich-ungarischer Archäologe, Lehrer, Museumsleiter und Botaniker                                                                                                 | 73    |       |
| 16. April | Paul Lehmgrübner                             | deutscher Architekt | 60    |       |
| 16. April | Ludwig Opel                                  | Jurist und Mitinhaber der Opel-Werke | 36    |       |
| 16. April | George W. Peck                               | US-amerikanischer Politiker | 75    |       |
| 19. April | Karl Braunsteiner                            | österreichischer Fußballnationalspieler | 24    |       |
| 19. April | Colmar von der Goltz                         | preußischer Generalfeldmarschall und Militärhistoriker | 72    |       |
| 20. April | Johann Fuchs                                 | österreichischer Arzt und Parlamentarier | 78    |       |
| 20. April | Ado Grenzstein                               | estnischer Schriftsteller | 67    |       |
| 20. April | Wilhelm Metzger                              | deutscher Philosoph | 36    |       |
| 20. April | Emil Schoch                                  | bayerischer Offizier, Generalmajor im Ersten Weltkrieg | 53    |       |
| 21. April | Michail Nikolajewitsch Galkin-Wraskoi        | russischer Jurist, Staatsbeamter und Autor | 83    |       |
| 21. April | Franz Renz                                   | katholischer Theologe, der wesentlich zu der Entwicklung des Messopferbegriffs beitrug                                                                                 | 55    |       |
| 21. April | Josef Staudigl                               | österreichischer Opernsänger (Tenor) | 66    |       |
| 22. April | Siegwart Friedmann                           | österreichischer Schauspieler | 73    |       |
| 22. April | Oscar Neebe                                  | amerikanischer Anarchist | 65    |       |
| 23. April | Eduard Graeffe                               | Zoologe und Naturforscher | 82    |       |
| 23. April | Brian Hatton                                 | britischer Maler | 28    |       |
| 23. April | Gustav Schwalbe                              | deutscher Anatom und Anthropologe | 71    |       |
| 24. April | Ernst von Destouches                         | deutscher Archivar | 73    |       |
| 24. April | Émile Jungfleisch                            | französischer Chemiker | 76    |       |
| 25. April | Otto Joel                                    | italienischer Bankier deutscher Herkunft | 59    |       |
| 25. April | Ernest Kavanagh                              | irischer Karikaturist |       |       |
| 25. April | Alwin Langenhan                              | deutscher Paläontologe und Schriftsteller | 65    |       |
| 25. April | Gottlieb Schulz                              | bessarabiendeutscher Viehhändler, Landwirt und Großgrundbesitzer | 63    |       |
| 26. April | Eduard von Beschi                            | österreichischer Offizier und Naturwissenschaftler | 68    |       |
| 26. April | August Edlbacher                             | österreichischer Politiker | 82    |       |
| 26. April | Mário de Sá-Carneiro                         | portugiesischer Dichter und Schriftsteller | 25    |       |
| 27. April | Gustav Marchet                               | österreichischer Politiker und Rechtsgelehrter | 69    |       |
| 27. April | Leopold Clemens von Sachsen-Coburg und Gotha | Prinz von Sachsen-Coburg und Gotha | 37    |       |
| 27. April | Bruno Schmitz                                | deutscher Architekt | 57    |       |
| 28. April | Stefan Zachariasz Pawlicki                   | katholischer Priester, Professor, Philosoph und Historiker der Philosophie, Rektor der Jagiellonenuniversität und Präkursor der wissenschaftlichen Apologetik in Polen | 76    |       |
| 28. April | Josep Tolosa                                 | spanischer Mediziner, Schachspieler und Sachbuchautor | 69    |       |
| 29. April | Jørgen Pedersen Gram                         | dänischer Mathematiker | 65    |       |
| 30. April | Michael Hicks Beach, 1. Earl St. Aldwyn      | britischer Adliger und Politiker, Mitglied des House of Commons | 78    |       |
| 30. April | Otto von Herff                               | deutscher Arzt und Professor für Gynäkologie der Universität Basel | 59    |       |
| 30. April | Adolf Klein                                  | österreichischer Bankier und Industrieller | 72    |       |
| 30. April | Eduard Klingler                              | österreichischer Architekt | 55    |       |
| 30. April | Paul Schlenther                              | deutscher Theaterkritiker, Schriftsteller und Theaterdirektor | 61    |       |
|           | Bernhard Frydag                              | deutscher Bildhauer | 36    |       |
|           | Julius Schmits                               | deutscher Kunstsammler und Mäzen, Stadtverordneter und Stofffabrikant                                                                                                  |       |       |

## Mai
| Tag     | Name                                         | Beruf, bekannt als                                                                                             | Alter | Beleg |
| ------- | -------------------------------------------- | --- | ----- | ----- |
| 1. Mai  | William Henry Foulke                         | englischer Fußballspieler und Fußballtrainer                                                                   | 42    |       |
| 1. Mai  | Johann von Habrda                            | österreichischer Beamter und Wiener Polizeipräsident                                                           | 69    |       |
| 1. Mai  | Rudolf Hirth du Frênes                       | deutscher Maler                                                                                                | 69    |       |
| 1. Mai  | Fritz Selve                                  | deutscher Unternehmer                                                                                          | 67    |       |
| 1. Mai  | Adolf Weiler                                 | Schweizer Mathematiker                                                                                         | 64    |       |
| 2. Mai  | Jules Blanchard                              | französischer Bildhauer                                                                                        | 83    |       |
| 2. Mai  | Arthur Mahler                                | böhmisch-österreichischer Archäologe                                                                           | 44    |       |
| 3. Mai  | Thomas James Clarke                          | irischer Revolutionär                                                                                          | 58    |       |
| 3. Mai  | Victor van der Haeghen                       | belgischer Archäologe, Archivar und Historiker                                                                 | 61    |       |
| 3. Mai  | William Ross Hardie                          | britischer Altphilologe schottischer Herkunft                                                                  | 54    |       |
| 3. Mai  | Otto Friedrich Bernhard von Linstow          | deutscher Arzt und Parasitologe                                                                                | 73    |       |
| 3. Mai  | Patrick Pearse                               | irischer Lehrer, Schriftsteller und Aufständischer                                                             | 36    |       |
| 3. Mai  | Andreas Roegels                              | deutscher Landschafts-, Porträt-, Figuren- und Genremaler sowie Grafiker der Düsseldorfer Schule               | 45    |       |
| 4. Mai  | Michael O’Hanrahan                           | irischer Revolutionär                                                                                          | 39    |       |
| 4. Mai  | Max Pfliegl                                  | österreichischer Politiker                                                                                     | 76    |       |
| 4. Mai  | Joseph Plunkett                              | irischer Nationalist, Republikaner, Dichter, Journalist, Revolutionär und Anführer des Osteraufstandes 1916    | 28    |       |
| 4. Mai  | Hector-Irénée Sévin                          | französischer Kardinal der römisch-katholischen Kirche und Erzbischof von Lyon                                 | 64    |       |
| 5. Mai  | Otto Alexander Banck                         | deutscher Dichter                                                                                              | 92    |       |
| 5. Mai  | Heinrich Maschek                             | österreichischer Benediktiner und Schulmann                                                                    | 84    |       |
| 5. Mai  | Stanislav Sucharda                           | tschechischer Bildhauer und Medailleur                                                                         | 49    |       |
| 6. Mai  | Dirk Bos                                     | niederländischer Lehrer, Privatbankier und Politiker                                                           | 53    |       |
| 6. Mai  | Hans Chiari                                  | österreichischer Pathologe und Hochschullehrer                                                                 | 64    |       |
| 6. Mai  | Kassim Al-Khalil                             | politischer Aktivist                                                                                           |       |       |
| 7. Mai  | Emil Neubert                                 | deutscher Handelsgärtner                                                                                       | 84    |       |
| 7. Mai  | Max Stirn                                    | deutscher Architekt                                                                                            | 35    |       |
| 8. Mai  | Éamonn Ceannt                                | irischer Freiheitskämpfer                                                                                      | 34    |       |
| 9. Mai  | Thomas Kent                                  | irischer Nationalist                                                                                           |       |       |
| 9. Mai  | Julius Konegen                               | deutscher Industrieller                                                                                        | 58    |       |
| 9. Mai  | Max Kurzweil                                 | österreichischer Maler                                                                                         | 48    |       |
| 10. Mai | Robert Kraft                                 | deutscher Schriftsteller                                                                                       | 46    |       |
| 11. Mai | Christian Cappelen                           | norwegischer Organist und Komponist                                                                            | 71    |       |
| 11. Mai | Max Reger                                    | deutscher Komponist, Pianist und Dirigent                                                                      | 43    |       |
| 11. Mai | Karl Schwarzschild                           | deutscher Astronom und Physiker                                                                                | 42    |       |
| 11. Mai | Vladimír Srb                                 | tschechischer Politiker und Jurist                                                                             | 59    |       |
| 12. Mai | James Connolly                               | irischer Gewerkschafter und Politiker                                                                          | 47    |       |
| 12. Mai | Seán Mac Diarmada                            | irischer Freiheitskämpfer                                                                                      | 33    |       |
| 12. Mai | Wilhelmine Schwenter-Trachsler               | erste Schweizer Dermatologin und frühe Privatdozentin                                                          | 58    |       |
| 13. Mai | Scholem Alejchem                             | jiddischer Schriftsteller                                                                                      | 57    |       |
| 13. Mai | Margaret Benson                              | britische Archäologin                                                                                          | 50    |       |
| 13. Mai | Friedrich Ludolf Denckmann                   | deutscher Pfarrer, Paläontologe und Fossiliensammler                                                           | 95    |       |
| 13. Mai | Johann Heinrich Volkmann                     | Bremer Kaufmann                                                                                                | 74    |       |
| 14. Mai | William Stanley                              | US-amerikanischer Erfinder                                                                                     | 57    |       |
| 14. Mai | Hermann Teichmann                            | deutscher Politiker und Unternehmer                                                                            |       |       |
| 15. Mai | Lionel von dem Knesebeck                     | deutscher Offizier und Hofbeamter                                                                              | 67    |       |
| 15. Mai | Jesse Washington                             | US-amerikanisches Opfer von Lynchjustiz                                                                        |       |       |
| 16. Mai | Karl Fajkmajer                               | österreichischer Historiker und Politiker (CS)                                                                 | 31    |       |
| 16. Mai | Richard Kahle                                | deutscher Schauspieler                                                                                         | 73    |       |
| 16. Mai | Jean-Jacques Scherrer                        | französischer Maler                                                                                            | 60    |       |
| 16. Mai | Klara Ungar                                  | österreichische Sängerin (Sopran)                                                                              |       |       |
| 17. Mai | Wilhelm Anton Michael von Attems-Petzenstein | österreichischer Feldmarschallleutnant                                                                         | 68    |       |
| 17. Mai | Louise Erhartt                               | österreichisch-deutsche Schauspielerin                                                                         | 72    |       |
| 17. Mai | Boris Borissowitsch Golizyn                  | russischer Physiker                                                                                            | 54    |       |
| 17. Mai | Wilhelm Hübbe-Schleiden                      | deutscher kolonialpolitischer Schriftsteller und Theosoph                                                      | 69    |       |
| 17. Mai | Ludwig Neher                                 | deutscher Architekt                                                                                            | 65    |       |
| 17. Mai | Gaston Salvayre                              | französischer Komponist                                                                                        | 68    |       |
| 18. Mai | Chen Qimei                                   | chinesischer Revolutionär                                                                                      | 38    |       |
| 18. Mai | Robert Merkel                                | deutscher Unternehmer und Politiker (NLP), MdR                                                                 | 66    |       |
| 18. Mai | Nicolaas Prins                               | alt-katholischer Bischof von Haarlem                                                                           | 57    |       |
| 18. Mai | Walther Bernhard Schmidt                     | deutscher Naturwissenschaftler, Pädagoge, Gymnasiallehrer und Rektor                                           | 62    |       |
| 19. Mai | Paolo Ferrario                               | italienischer Offizier                                                                                         | 32    |       |
| 19. Mai | Eduard Scheer                                | deutscher Klassischer Philologe und Gymnasiallehrer                                                            | 76    |       |
| 20. Mai | Georges Boillot                              | französischer Automobilrennfahrer und Jagdflieger im Ersten Weltkrieg                                          | 31    |       |
| 20. Mai | Heinrich Jacobi                              | deutscher Pädagoge und Heimatforscher                                                                          | 70    |       |
| 20. Mai | Hans Kehr                                    | deutscher Arzt                                                                                                 | 54    |       |
| 20. Mai | Te Rangi Pai                                 | neuseeländische Sängerin                                                                                       | 48    |       |
| 20. Mai | Wilhelm Türk                                 | österreichischer Hämatologe                                                                                    | 45    |       |
| 21. Mai | Leo von Busse                                | deutscher Verwaltungsbeamter                                                                                   | 39    |       |
| 21. Mai | Artúr Görgei                                 | ungarischer General                                                                                            | 98    |       |
| 21. Mai | Alfred Mohrbutter                            | deutscher Maler und Kunstgewerbler                                                                             | 48    |       |
| 22. Mai | Fritz Burger                                 | deutscher Kunsthistoriker und Maler                                                                            | 38    |       |
| 22. Mai | Otto Gross                                   | Schweizer Schauspieler                                                                                         | 34    |       |
| 23. Mai | Carl Friedrich Mylius                        | deutscher Fotograf                                                                                             | 89    |       |
| 24. Mai | David Archibald Harvey                       | US-amerikanischer Politiker                                                                                    | 71    |       |
| 24. Mai | Franz von Leistner                           | deutscher Verwaltungsjurist und Politiker                                                                      | 61    |       |
| 25. Mai | Jane Dieulafoy                               | französische Archäologin und Autorin                                                                           | 64    |       |
| 25. Mai | George H. Lindsay                            | US-amerikanischer Politiker                                                                                    | 79    |       |
| 25. Mai | Pauline Ulrich                               | deutsche Schauspielerin                                                                                        | 80    |       |
| 26. Mai | Timothy Dwight V                             | Präsident der Yale University                                                                                  | 87    |       |
| 26. Mai | Wilhelm Heering                              | deutscher Oberlehrer, Botaniker und Naturschützer                                                              | 39    |       |
| 26. Mai | Heinrich Wiltberger                          | deutscher Komponist, Musiklehrer und Dirigent                                                                  | 74    |       |
| 27. Mai | Otto Dross                                   | deutscher Schriftsteller und Gymnasiallehrer                                                                   | 54    |       |
| 27. Mai | Joseph Gallieni                              | französischer General und Gouverneur von Madagaskar                                                            | 67    |       |
| 27. Mai | Josef Langl                                  | österreichischer Maler                                                                                         | 73    |       |
| 27. Mai | William Leiper                               | schottischer Architekt und Aquarellmaler                                                                       | 77    |       |
| 28. Mai | Friedrich von Busse                          | deutscher Politiker, MdR                                                                                       | 87    |       |
| 28. Mai | Iwan Franko                                  | ukrainischer Schriftsteller                                                                                    | 59    |       |
| 28. Mai | Albert Lavignac                              | französischer Musikwissenschaftler und Komponist                                                               | 70    |       |
| 28. Mai | Richard von Wentzel                          | deutscher Jurist in der Verwaltung                                                                             | 66    |       |
| 29. Mai | Lestocq Robert Erskine                       | schottischer Tennisspieler                                                                                     | 58    |       |
| 29. Mai | Hugo Jentsch                                 | deutscher Urgeschichtsforscher                                                                                 | 75    |       |
| 29. Mai | Jan Otto                                     | tschechischer Verleger                                                                                         | 74    |       |
| 30. Mai | Caspar Decurtins                             | Schweizer Politiker und Herausgeber                                                                            | 60    |       |
| 30. Mai | Helena de Kay Gilder                         | US-amerikanische Malerin und Kunstförderin                                                                     | 69    |       |
| 30. Mai | Adolph Frank                                 | deutscher Chemiker; Gründer der deutschen Kalisalz- und Celluloseindustrie                                     | 82    |       |
| 30. Mai | John S. Mosby                                | US-amerikanischer Jurist, Politiker und Oberst im Konföderierten Heer während des Amerikanischen Bürgerkrieges | 82    |       |
| 30. Mai | Hermann Narten                               | deutscher Bildhauer, Architekt und Museumsleiter                                                               | 77    |       |
| 31. Mai | Gorch Fock                                   | deutscher Dichter und Erzähler                                                                                 | 35    |       |
| 31. Mai | Horace Hood                                  | britischer Admiral                                                                                             | 45    |       |
| 31. Mai | Alfred Knobloch                              | deutscher Kommunalpolitiker, Oberbürgermeister von Bromberg                                                    | 57    |       |
| 31. Mai | Thaddeus Maclay Mahon                        | US-amerikanischer Politiker                                                                                    | 76    |       |
| 31. Mai | Friedrich Carl Müller                        | deutscher Unternehmer und Politiker (NLP), MdL Königreich Sachsen                                              | 54    |       |
| 31. Mai | Harry Pennell                                | britischer Marineoffizier und Polarforscher                                                                    | 33    |       |
| 31. Mai | Anton Schmitt                                | deutscher Bootsmannsmaat im Ersten Weltkrieg                                                                   |       |       |
|         | Aeneas Mackintosh                            | britischer Seemann und Polarforscher                                                                           |       |       |
|         | Karl Schlüter                                | deutscher Bürgermeister und Politiker, MdR                                                                     | 64    |       |

## Juni
| Tag      | Name                                  | Beruf, bekannt als                                                                 | Alter | Beleg |
| -------- | ------------------------------------- | ---------------------------------------------------------------------------------- | ----- | ----- |
| 1. Juni  | Rudolf Heyn                           | deutscher Architekt und Hochschullehrer, Rektor der Technischen Hochschule Dresden | 80    |       |
| 1. Juni  | Charles J. Knapp                      | US-amerikanischer Politiker                                                        | 70    |       |
| 1. Juni  | Anna Schramm                          | deutsche Sopranistin, Soubrette und Theaterschauspielerin                          | 81    |       |
| 1. Juni  | François Stroobant                    | belgischer Kunstmaler, Graveur, Zeichner, Lithograf                                | 96    |       |
| 2. Juni  | Paul von Bruns                        | deutscher Chirurg und Hochschullehrer                                              | 69    |       |
| 2. Juni  | Eduard Cassirer                       | deutscher Industrieller                                                            | 73    |       |
| 2. Juni  | Kurt von Hopffer                      | bayerischer Offizier, Ritter des Militär-Max-Joseph-Ordens                         | 24    |       |
| 2. Juni  | William T. Zenor                      | US-amerikanischer Politiker                                                        | 70    |       |
| 3. Juni  | Edmund von Parish                     | deutscher Offizier, Mäzen und Privatgelehrter                                      | 54    |       |
| 3. Juni  | Karl Viereck                          | deutscher Jurist und Politiker                                                     | 62    |       |
| 4. Juni  | Emil Hölck                            | deutscher Landwirt und Politiker                                                   | 81    |       |
| 4. Juni  | Marian Marianowitsch Peretjatkowitsch | russischer Architekt, Stadtplaner und Hochschullehrer                              | 43    |       |
| 5. Juni  | Arthur Booth                          | deutscher Kaufmann                                                                 | 76    |       |
| 5. Juni  | Hermann von Brauchitsch               | preußischer Generalleutnant                                                        | 76    |       |
| 5. Juni  | James Tyler Kent                      | US-amerikanischer Homöopath                                                        | 67    |       |
| 5. Juni  | Herbert Kitchener, 1. Earl Kitchener  | britischer Feldmarschall und Politiker                                             | 65    |       |
| 5. Juni  | Karl August Lingner                   | deutscher Unternehmer und Philanthrop                                              | 54    |       |
| 6. Juni  | Peter Baum                            | deutscher Schriftsteller                                                           | 46    |       |
| 6. Juni  | Yuan Shikai                           | chinesischer Militärführer und Politiker                                           | 56    |       |
| 6. Juni  | David Rüst                            | deutscher Arzt, Paläontologe und Ornithologe                                       | 85    |       |
| 7. Juni  | Émile Faguet                          | französischer Literaturkritiker und Schriftsteller                                 | 68    |       |
| 7. Juni  | Henry Pinckney Northrop               | US-amerikanischer Geistlicher, Bischof von Charleston                              | 74    |       |
| 8. Juni  | Donat Herrnfeld                       | Schauspieler, Autor und Theaterleiter                                              | 48    |       |
| 8. Juni  | Francis Long                          | deutsch-amerikanischer Polarforscher und Meteorologe                               | 63    |       |
| 10. Juni | Max Vogrich                           | österreichischer Pianist und Komponist                                             | 64    |       |
| 11. Juni | Jean Webster                          | amerikanische Schriftstellerin                                                     | 39    |       |
| 12. Juni | Heinrich Meusel                       | deutscher Klassischer Philologe und Gymnasialdirektor                              | 72    |       |
| 12. Juni | Silvanus Phillips Thompson            | englischer Physiker                                                                | 64    |       |
| 13. Juni | Heinrich Christoph Wilhelm Hillmer    | deutscher Wiesenbaumeister, Lehrer und Rektor                                      | 84    |       |
| 13. Juni | Alfred Zellweger                      | Schweizer Elektroingenieur, Erfinder und Unternehmer                               | 60    |       |
| 14. Juni | Alexander Landesberg                  | österreichischer Schriftsteller, Librettist und Journalist                         | 67    |       |
| 14. Juni | Bernhard Liebold                      | deutscher Architekt, Baubeamter, Unternehmer und Politiker                         | 72    |       |
| 14. Juni | João Simões Lopes Neto                | brasilianischer Journalist und Schriftsteller                                      | 51    |       |
| 15. Juni | Gustáv Maršall-Petrovský              | slowakischer Autor und Journalist                                                  | 54    |       |
| 16. Juni | Edwin C. Burleigh                     | US-amerikanischer Politiker                                                        | 72    |       |
| 16. Juni | Jean Colbus                           | deutscher Geistlicher und Politiker, MdR                                           | 81    |       |
| 16. Juni | Franz Haniel junior                   | deutscher Unternehmer                                                              | 73    |       |
| 16. Juni | John B. Hay                           | US-amerikanischer Politiker                                                        | 82    |       |
| 17. Juni | Samu Fóti                             | ungarischer Turner und Diskuswerfer                                                | 26    |       |
| 18. Juni | Franz Xaver Hoch                      | deutscher Maler und Grafiker                                                       | 47    |       |
| 18. Juni | Max Immelmann                         | deutscher Jagdflieger im Ersten Weltkrieg                                          | 25    |       |
| 18. Juni | Helmuth Johannes Ludwig von Moltke    | preußischer Offizier, zuletzt Generaloberst                                        | 68    |       |
| 18. Juni | Guido Romano                          | italienischer Turner                                                               | 28    |       |
| 19. Juni | Gastone Calabresi                     | italienischer Turner                                                               | 30    |       |
| 20. Juni | Krzysztof Abrahamowicz                | polnischer Politiker                                                               |       |       |
| 21. Juni | Jean-Édouard Berthoud                 | Schweizer Politiker (FDP)                                                          | 69    |       |
| 22. Juni | Ugyen Dorji                           | bhutanischer Politiker                                                             |       |       |
| 22. Juni | Gustav Mann                           | deutscher Botaniker                                                                | 80    |       |
| 23. Juni | Heinrich Hansjakob                    | badischer Pfarrer, Politiker und Heimatschriftsteller                              | 78    |       |
| 23. Juni | Roland Ostertag                       | preußischer Offizier und Militärattaché                                            | 47    |       |
| 23. Juni | Carleton Watkins                      | US-amerikanischer Fotograf                                                         | 86    |       |
| 24. Juni | Victor Chapman                        | französisch-US-amerikanischer Pilot                                                | 26    |       |
| 25. Juni | Carl Bargmann                         | deutscher Jurist und Politiker, MdR                                                | 62    |       |
| 25. Juni | Thomas Eakins                         | US-amerikanischer realistischer Maler                                              | 71    |       |
| 25. Juni | Fritz Gehrke                          | deutscher Genremaler und Illustrator                                               | 60    |       |
| 26. Juni | Gustav Buchholz                       | deutscher Historiker                                                               | 60    |       |
| 26. Juni | Alfred von Bülow                      | deutscher Diplomat                                                                 | 64    |       |
| 26. Juni | Leopold Kny                           | deutscher Botaniker                                                                | 74    |       |
| 26. Juni | Arnold von Langenbeck                 | deutscher Offizier                                                                 | 75    |       |
| 26. Juni | Julius von Loewenfeld                 | preußischer Generalmajor                                                           | 77    |       |
| 27. Juni | Bertha von Dillner                    | österreichische Opernsängerin                                                      | 68    |       |
| 27. Juni | Dirk de Graeff van Polsbroek          | niederländischer Politiker und Generalkonsul                                       | 82    |       |
| 27. Juni | Ștefan Luchian                        | rumänischer Maler                                                                  | 48    |       |
| 28. Juni | Karl Asmus Bachmann                   | deutscher Richter und Abgeordneter                                                 | 73    |       |
| 28. Juni | Ferdinand Fischer                     | deutscher Chemiker                                                                 | 74    |       |
| 28. Juni | Friedrich Alfred Lappenberg           | deutscher Jurist, Politiker, MdHB und Senator                                      | 80    |       |
| 28. Juni | Christian Luerssen                    | deutscher Botaniker                                                                | 73    |       |
| 28. Juni | Frank P. Mahony                       | australischer Maler, Aquarellist und Illustrator                                   | 53    |       |
| 28. Juni | Johann Weber                          | deutscher römisch-katholischer Geistlicher und heimatkundlicher Schriftsteller     | 37    |       |
| 29. Juni | Ernst Immanuel Bekker                 | deutscher Jurist und Hochschullehrer                                               | 88    |       |
| 29. Juni | Virgilio Fossati                      | italienischer Fußballspieler                                                       | 26    |       |
| 29. Juni | Georges Lacombe                       | französischer Bildhauer und Maler                                                  | 48    |       |
| 29. Juni | Thomas Stirling Lee                   | britischer Bildhauer                                                               | 59    |       |
| 29. Juni | Friedrich Posch                       | österreichischer Politiker                                                         | 75    |       |
| 29. Juni | Győző Zemplén                         | ungarischer Physiker                                                               | 36    |       |
| 30. Juni | Gaston Maspero                        | französischer Ägyptologe                                                           | 70    |       |